# H1 TOWER
H1 TOWER（エイチワンタワー、英語表記: HI Tower, Hitachi H1 Tower ）とは、中国広東省広州市に所在する地上高 273.8 mのエレベーター試験塔。株式会社日立製作所の中国における昇降機製造・販売・サービス会社である日立電梯（中国）有限公司（※日立グループの中国現地法人の一つ）が所有する。2020年（令和2年）1月16日竣工。地上高 273.8 m。
史上最も背の高いエレベーター試験塔である（2021年時点）。cf. 乗り物に関する世界一の一覧#史上最も背の高いエレベーター試験塔。

## 歴史
日立グループは、世界の昇降機市場における高速・大容量エレベーターの需要拡大に対応するべく、2010年（平成22年）4月に、当時高さ世界一のエレベーター試験塔「G1TOWER」（地上高 213.5 m）を日本の茨城県ひたちなか市に完成させた。この施設で研究開発と試験を重ね、中国広州市の超高層複合ビル「CTF金融センター」に2019年9月付で分速 1,260 m (75.6 km/h) のエレベーターを納入した。このエレベーターは "The fastest lift (elevator)" （世界最高速エレベーター）名義でギネス世界記録に認定されている。新たに完成した「H1 TOWER」は、日本の「G1TOWER」と連携しながら　日立グループのグローバル昇降機開発戦略における重要な役割を担ってゆくことになる。
H1 TOWER の登場以前は、オーチス・ワールドワイド（オーチス・エレベータ・カンパニー）が中国上海市に建てた2018年竣工のオーチス試験塔（地上高 270 m）が、史上最も背の高いエレベーター試験塔であった。地上高 273.8 mの H1 TOWER がこれを抜いて首位に躍り出たわけであるが、2010年代後期後半は超高層建築物の建築ラッシュが続いていた中国本土でエレベーター試験塔もまた大手メーカーがこぞって世界最高クラスと史上第1位を抜きつ抜かれつしながら築いていった時代であった。また、日立グループ内にあって、昇降機の製造・販売・アフターメンテナンスを担うビルシステム事業の2018年度における売上高は約6,216億円を計上しており、このうち 52.3 %にも上る中国向けは 、すでに事業の柱とも言えるポジションを占めている。
より高いエレベーター試験塔がまだ登場していない現在（2021年時点）、H1 TOWER の位置づけは以下のとおりである。
- 史上最も背の高いエレベーター試験塔 [7]
- 日本企業が建てた史上最も背の高いエレベーター試験塔 [注 4]
- 日立グループ史上最も背の高いエレベーター試験塔
- 中国史上最も背の高いエレベーター試験塔

## 特徴
地上高 273.8 m、地下深度 15.0 m、建物全高 288.8 m 。塔内には、長さ 250m超の昇降路を始めとする15本、総延長距離 2.2 km超の試験用昇降路を備えており、超高速エレベーター、大容量エレベーター、ダブルデッキエレベーター、運行管理システムなど、さまざまな技術・製品の開発・試験を行える。